# Orlow (Familienname)
Orlow ist ein russischer Familienname.

## Namensträger
- Alexander Orlow (Leichtathlet) (* 1981), russischer Langstreckenläufer
- Alexander Alexandrowitsch Orlow (1889–1974), russischer bzw. sowjetischer Balletttänzer, Schauspieler und Estradakünstler
- Alexander Alexandrowitsch Orlow (Eishockeyspieler) (* 1954), sowjetischer Eishockeyspieler
- Alexander Iwanowitsch Orlow (1873–1948), russischer und sowjetischer Dirigent
- Alexander Iwanowitsch Orlow (Mathematiker) (* 1949), sowjetisch-russischer Wirtschaftsmathematiker, Kybernetiker und Hochschullehrer
- Alexander Jakowlewitsch Orlow (1880–1954), russischer und sowjetischer Astronom
- Alexander Michailowitsch Orlow (1895–1973), sowjetischer Agent
- Alexei Fjodorowitsch Orlow (1786–1861), russischer General und Staatsmann
- Alexei Grigorjewitsch Orlow (1737–1808), russischer Admiral
- Alexei Maratowitsch Orlow (* 1961), russischer Politiker
- Alexei Orlow, belarussischer Handballspieler und -trainer, siehe Aljaksej Arlou
- Anatoli Petrowitsch Orlow (1879–1937), russischer Geistlicher, Theologe und Kirchenhistoriker
- Boris Sergejewitsch Orlow (* 1930), russischer Politikwissenschaftler und Historiker
- Dietrich Orlow (* 1937), US-amerikanischer Historiker
- Dmitri Iwanowitsch Orlow (1806–1859), russischer Seefahrer und Kartograf
- Dmitri Olegowitsch Orlow (* 1966), russischer Mathematiker
- Dmitri Stachijewitsch Orlow, eigentlicher Name von D. Moor (1883–1946), russisch-sowjetischer Grafiker
- Dmitri Wladimirowitsch Orlow (* 1991), russischer Eishockeyspieler
- Fjodor Grigorjewitsch Orlow (1741–1796), russischer Offizier
- Georgi Michailowitsch Orlow (1901–1985), russisch-sowjetischer Architekt und Hochschullehrer
- Grigori Grigorjewitsch Orlow (1734–1783), russischer Offizier und Geliebter von Katharina II.
- Grigori Wladimirowitsch Orlow (1777–1826), russischer Staatsmann
- Igor Orlow (1923–1982), sowjetischer Doppelagent
- Jewgeni Alexandrowitsch Orlow (* 1990), russischer Eishockeyspieler
- Jewgeni Wassiljewitsch Orlow (* 1950), russischer Vizeadmiral
- Juri Alexandrowitsch Orlow (1893–1966), russischer Paläontologe und Zoologe
- Juri Fjodorowitsch Orlow (1924–2020), US-amerikanischer Physiker und sowjetischer Dissident
- Michail Orlow (Leichtathlet) (* 1967), russischer Geher
- Michail Orlow (Radsportler), sowjetischer Radsportler
- Michail Alexejewitsch Orlow, russischer Schauspieler
- Michail Fjodorowitsch Orlow (1788–1842), russischer Generalmajor und Dekabrist
- Michail Wladislawowitsch Orlow (* 1992), russischer Eishockeyspieler
- Nikolai Orlow (Ringer), russischer Ringer
- Nikolai Alexejewitsch Orlow (1820–1885), russischer Fürst und Diplomat
- Nikolai Andrejewitsch Orlow (1892–1964), russischer Pianist
- Nikolai Arsenjewitsch Orlow (1870–1919), russischer Mediziner und Mineraloge
- Nikolai Ljuzianowitsch Orlow (* 1952), russischer Herpetologe
- Oleg Petrowitsch Orlow (* 1953), russischer Menschenrechtler
- Sergei Wladimirowitsch Orlow (1880–1958), sowjetischer Astronom
- Wassili Wassiljewitsch Orlow-Denissow (1775–1843), russischer General der Kavallerie
- Wladimir Grigorjewitsch Orlow (1743–1831), russischer Staatsbeamter und Wissenschaftsmanager
- Wladimir Nikolajewitsch Orlow (1868–1927), russischer Adliger, Olympionike und Leiter des russischen Militärkabinetts
- Wladimir Mitrofanowitsch Orlow (1895–1938), sowjetischer Vizeadmiral und Politiker
- Wladimir Alexandrowitsch Orlow (* 1938), sowjetischer Eisschnellläufer
- Uladsimir Arlou (* 1953), belarussischer Historiker und Dichter
- Wladyslaw Orlow (* 1995), ukrainischer Tennisspieler